# Lago Seliguer
El lago Seliguer (en ruso: озеро Селигер/ózero Seliguer) es un lago de Rusia en el óblast de Tver situado en la parte más septentrional, al noroeste de las colinas de Valdái, y próximo al óblast de Nóvgorod. Forma parte de la cuenca del Volga, cubre una superficie de 212 km², tiene una profundidad media de 5.8 metros y está situado a 205 m s. n. m. El lago cuenta con unas 160 islas.
El lago Seliguer se encuentra en una región de paisajes pintorescos de bosques y colinas. Es una reserva natural protegida, y, a veces, es llamado el "Baikal europeo” debido a su fauna y su flora única, similar a la del lago Baikal.
Ostáshkov es la única ciudad a orillas del lago y es uno de los destinos turísticos más populares de Rusia.